# Бёльц, Даниэль
Даниэль (Дэнни) Бёльц (нем. Daniel "Danny" Böltz; род. 17 июля 1962) — швейцарский и австралийский легкоатлет, специалист по бегу на длинные дистанции и марафону. Выступал на профессиональном уровне в 1980-х и 1990-х годах, победитель и призёр ряда крупных международных стартов на шоссе, участник летних Олимпийских игр в Барселоне.

## Биография
Даниэль Бёльц родился 17 июля 1962 года в Швейцарии. Занимался лёгкой атлетикой в Берне, проходил подготовку в местном клубе STB.
В 1980-е годы постоянно проживал в Австралии, где успешно участвовал в различных коммерческих стартах на шоссе. Так, в 1984 году с результатом 2:15:45 финишировал четвёртым на Сиднейском марафоне.
В 1986 году представлял Австралию на чемпионате мира по кроссу в Невшателе, где занял итоговое 139-е место.
В 1987 году выиграл чемпионат Австралии по марафону.
В 1988 году занял 41-е место на Лондонском марафоне, с личным рекордом 1:02:45 стал серебряным призёром полумарафона в Осло, с результатом 2:14:10 одержал победу на марафоне Twin Cities в Сент-Поле.
В 1989 году одержал победу на чемпионате Швейцарии в беге на 10 000 метров, закрыл десятку сильнейших Берлинского марафона.
В 1990 году в дисциплине 10 000 метров финишировал десятым на международном турнире ISTAF в Берлине.
В 1991 году с личным рекордом 2:11:10 финишировал вторым на Лос-Анджелесском марафоне, тогда как на чемпионате мира в Токио сошёл с дистанции. Также с результатом 2:14:38 был седьмым на Нью-Йоркском марафоне.
В 1992 году стал шестым на Хьюстонском марафоне (2:15:36). Благодаря череде успешных выступлений удостоился права представлять Швейцарию на летних Олимпийских играх в Барселоне — в программе марафона показал время 2:25:50, расположившись в итоговом протоколе соревнований на 55-й строке.
В 1994 году финишировал вторым и четвёртым на Сиднейском и Лиссабонском марафонах соответственно.
В 1995 году с результатом 2:11:51 стал девятым на Парижском марафоне. Отметился выступлением на чемпионате мира по полумарафону в Бельфоре, где занял итоговое 48-е место.
Завершил карьеру профессионального спортсмена в конце 1990-х годов.